# Kudos (computerterm)
Kudos komt van het Oudgriekse κῦδος, kudos (roem, faam). Het geven van "kudos" aan een ander wordt gedaan om deze te waarderen. Doorgaans worden deze 'virtuele cadeautjes' toegekend door middel van het geven van +1 (positief) of -1 (negatief).
Kudos is enkelvoud, maar in de praktijk wordt het vaak als meervoudsvorm gebruikt. Er wordt dan ook vaak als de enkelvoudsvorm de term "kudo" gebruikt. Onder invloed van het Amerikaans, waar het al langer gangbaar was (al in de jaren 90), is het de laatste jaren (na ca. 2005) in Nederland gebruikelijker geworden als onderdeel van social bookmarking.
Kudo als enkelvoud wordt reeds gebruikt in 1979 in seizoen 8 van de televisieserie M*A*S*H in de aflevering Stars and Stripes.
Veel internetsites (bijvoorbeeld Dumpert en GeenStijl) gebruiken de term voor beoordelingen door gebruikers. Ook met de mobiele applicatie Strava is het mogelijk elkaar kudos toe te kennen voor verrichte sportprestaties.